# Vígľašská Huta-Kalinka
Vígľašská Huta-Kalinka je obec na Slovensku v okrese Detva. V obci žije 339 obyvatel.
V obci se narodil slovenský filmový režisér Stanislav Barabáš.